# ليلى بختي
ليلى بختي (بالفرنسية: Leïla Bekhti)‏ (مواليد 6 مارس 1984 في مدينة باريس عاصمة فرنسا) هي ممثلة أفلام ومسلسلات فرنسية من أصل جزائري مثلت في فلم باريس، أحبك، عين النساء.

## روابط خارجية
- ليلى بختي على موقع IMDb (الإنجليزية)
- ليلى بختي على موقع قاعدة بيانات الأفلام العربية
- ليلى بختي على موقع ألو سيني (الفرنسية)
- ليلى بختي على موقع ميوزك برينز (الإنجليزية)
- ليلى بختي على موقع أول موفي (الإنجليزية)
- ليلى بختي على موقع قاعدة بيانات الأفلام السويدية (السويدية)
- ليلى بختي على موقع ديسكوغز (الإنجليزية)
- ليلى بختي على موقع قاعدة بيانات الفيلم (الإنجليزية)
- ليلى بختي على موقع كينوبويسك (الروسية)